# Louis de La Vallée Poussin
Louis Étienne Joseph Marie de La Vallée Poussin (* 1. Januar 1869 in Lüttich; † 18. Februar 1938 in Brüssel) war ein belgischer Orientalist, spezialisiert auf Sanskrit und den Buddhismus.

## Biografie
Vallée-Poussin promovierte mit nur 19 Jahren 1888 in seiner Heimatstadt Lüttich und ein zweites Mal nach dem Studium von Sanskrit, Pali und der Sprache der Avesta unter Charles de Harlez (1832–1899) und Philippe Colinet 1891 in Löwen. Nach Fortsetzung seiner Studien an der Sorbonne bei Victor Henri und Sylvain Lévi erhielt er 1891 in Löwen den Lehrstuhl für Sanskrit.
Gleichzeitig setzte er sein Studium des Avesta und der zorastrischen Schriften in Leiden bei Hendrik Kern fort, wo er ebenfalls die chinesische und tibetanische Sprache studierte. 1893 erhielt er die Professur für vergleichende Grammatik des Griechischen und Lateinischen an der Universität Gent, die er bis zu seiner Pensionierung 1929 innehatte. 1910 wurde er zum korrespondierenden und 1919 zum ordentlichen Mitglied der Académie royale des Sciences, des Lettres et des Beaux-Arts de Belgique gewählt. Seit 1916 war er korrespondierendes Mitglied der Russischen Akademie der Wissenschaften.

## Werke
als Übersetzer
- Pancakrama. 1896

als Autor
- Nirvana, Neuauflage Dharma 1997, ISBN 2-86487-035-5
- La Morale bouddhique, Neuauflage Dharma 2001
- Documents d’Abhidharma. La controverse du temps, des dieux, les quatre, les trois vérités
- Vijnaptimatratasiddhi. La siddhi de Hiuantsang (Xuanzang)
- L’Inde aux temps des Mauryas et des Barbares, Grecs, Scythes, Parthes et Yue-Tchi, 1930 (Histoire du monde)
- Dynasties et histoire de l’Inde depuis Kanishka jusqu’aux invasions musulmanes, 1935 (Histoire du monde)
- Bouddhisme. Opinions sur l’histoire de la dogmatique, 1925
- Indo-européens et indo-iraniens. L’Inde jusque vers 300 avant J.-C., 1936 (Histoire du monde)